# Matthew Gilmore
Matthew Gilmore (Gant, 11 de setembre de 1972) és un ciclista belga que fou professional del 1995 al 2007. Malgrat haver nascut a Bèlgica, Gilmore tenia la nacionalitat australiana, fins que es va naturalitzar el 1998.
Va combinar tant el ciclisme en ruta com la pista. El seu principal èxit fou la Medalla d'argent als Jocs Olímpics d'Atenes en la prova de Madison junt amb Etienne de Wilde. També va guanyar on va guanyar nombroses curses de sis dies, un Campionat del Món de Madison i diferents Campionats d'Europa.
És fill del també ciclista Graeme Gilmore i nebot de Tom Simpson.

## Palmarès
- 1997
  - 1r als Sis dies de Gant (amb Etienne de Wilde)
- 1998
  -  Campió del Món de Madison (amb Etienne de Wilde)
- 2000
  -  Medalla de plata als Jocs Olímpics d'Atenes en Madison (amb Etienne de Wilde)
  - Campió d'Europa de Madison (amb Etienne de Wilde)
  - 1r als Sis dies de Gant (amb Silvio Martinello)
- 2001
  - Campió d'Europa de Derny
  - Campió d'Europa de Madison (amb Etienne de Wilde)
  - 1r als Sis dies de Gant (amb Scott McGrory)
  - 1r als Sis dies d'Aguascalientes (amb Scott McGrory)
  - 1r als Sis dies d'Amsterdam (amb Scott McGrory)
  - 1r als Sis dies de Bremen (amb Scott McGrory)
  - 1r als Sis dies de Zuric (amb Scott McGrory i Daniel Schnider)
- 2002
  - Campió d'Europa de Derny
  - 1r als Sis dies de Múnic (amb Scott McGrory)
  - 1r als Sis dies de Copenhaguen (amb Scott McGrory)
  - 1r als Sis dies de Fiorenzuola d'Arda (amb Scott McGrory)
- 2003
  - 1r als Sis dies de Gant (amb Bradley Wiggins)
  - 1r als Sis dies de Stuttgart (amb Scott McGrory)
- 2004
  - 1r als Sis dies de Múnic (amb Scott McGrory)
- 2005
  - Campió d'Europa de Madison (amb Iljo Keisse)
  - 1r als Sis dies de Gant (amb Iljo Keisse)
  - 1r als Sis dies de Fiorenzuola d'Arda (amb Iljo Keisse)
  - 1r als Sis dies de Grenoble (amb Iljo Keisse)
- 2006
  - 1r als Sis dies d'Hasselt (amb Iljo Keisse)

### Resultats a laCopa del Món
- 2001
  - 1r a Ipoh, en Puntuació
- 2002
  - 1r a Cali, en Scratch
- 2003
  - 1r a Moscou, en Puntuació
- 2004-2005
  - 1r a Moscou, en Madison